# Gilles Chabrier
Pour les articles homonymes, voir Chabrier.
Gilles Chabrier, né le 30 juin 1955 à Lyon, est un astrophysicien français spécialiste des naines brunes et des exoplanètes.

## Biographie
Gilles Chabrier étudie la physique à l'École normale supérieure (ENS). Il effectue son doctorat de troisième cycle à l'institut Abdus Salam de Trieste. De retour en France, il obtient son doctorat d'État en 1985 sur la Contribution à l'étude des fluides coulombiens : application au cas des mélanges chargés alcalins-halogénures alcalins. Il part ensuite aux États-Unis pour un post-doctorat d'astrophysique à l'université de Rochester. Son travail porte alors sur les propriétés de l’hydrogène dans les conditions extrêmes de densité et de température.
Au début des années 1990, de retour en France, il intègre le tout nouveau laboratoire de physique à l'École normale supérieure de Lyon (ENS-Lyon). Il est à l'origine de la formation de l'équipe d'astrophysique, qui aboutira à la création en 1995, en association avec l'observatoire de Lyon, du CRAL, le  Centre de recherche astrophysique de Lyon, unité mixte CNRS/ENS/Lyon1.  Il est  nommé responsable de l’équipe de recherche AstroENS. Il est également Directeur de recherche au Centre national de la recherche scientifique (CNRS).

## Travaux scientifiques
A la création du CRAL, ses recherches portent sur la physique galactique, les planètes géantes et l’évolution des naines blanches et des étoiles à neutrons. il  conçoit ensuite, en collaboration avec France Allard de l'ENS-Lyon et Isabelle Baraffe de l’université d'Exeter, une  théorie qui décrit la structure et l'évolution des naines brunes, avant même leurs premières observations.
Il obtient en 2009 un budget de l'ERC (European Research Council) sur 5 ans pour financer des recherches sur le projet PEPS d'exploration de la physique des proto-étoiles et des planètes extrasolaires.

## Prix
- 2006 : Médaille d'argent du CNRS[6]
- 2010 : Prix Jean Ricard de la Société française de physique
- 2011 : Médaille Eddington de la Société royale d'astronomie du Royaume-Uni pour son travail sur la physique théorique de la matière dense dans les intérieurs stellaires et planétaires.
- 2014 : Prix Ampère[7] de l’Académie des sciences
- 2019 : Médaille et Prix Fred Hoyle[8]
- 2024 : Médaille d'or de la Royal Astronomical Society[9],[10]

## Liens
- Le Professeur Gilles Chabrier Publications

- VIAF
- ISNI
- BnF (données)
- IdRef
- LCCN
- CiNii
- Pays-Bas
- Israël
- NUKAT
- Norvège
- Tchéquie
- WorldCat